# Основные единицы СИ

Семь основных единиц

Основные единицы Международной системы единиц (СИ) — семь основных единиц измерения основных физических величин СИ. Эти величины — длина, масса, время, сила электрического тока, термодинамическая температура, количество вещества и сила света. Единицы измерения для них — основные единицы СИ — метр, килограмм, секунда, ампер, кельвин, моль и кандела соответственно.
Основные единицы СИ определяет Международное бюро мер и весов (МБМВ). Полное официальное описание основных единиц СИ, а также СИ в целом вместе с её толкованием, содержится в действующей редакции Брошюры СИ, опубликованной МБМВ и представленной на его сайте.

## Основные единицы
В таблице представлены все основные единицы СИ вместе с их определениями, российскими и международными обозначениями, физическими величинами, к которым они относятся, а также с кратким обоснованием их происхождения.
| Единица   | Обозначение | Величина                      | Определение | Историческое происхождение, прежние определения |
| --------- | ----------- | ----------------------------- | --- | --- |
| Секунда   | с s         | Время                         | Величина секунды устанавливается фиксацией численного значения частоты сверхтонкого расщепления основного состояния атома цезия-133 при температуре 0 К равным в точности 9 192 631 770, когда она выражена единицей СИ с−1, что эквивалентно Гц.         | Солнечные сутки разбиваются на 24 часа, каждый час разбивается на 60 минут, каждая минута разбивается на 60 секунд. Секунда — это 1⁄(24 × 60 × 60) или 1/86400 часть солнечных суток. Современное определение принято на XIII Генеральной конференции по мерам и весам (ГКМВ) в 1967 году. |
| Метр      | м m         | Длина                         | Величина метра устанавливается фиксацией численного значения скорости света в вакууме равным в точности 299 792 458, когда она выражена единицей СИ м·с−1.                                                                                                | 1⁄10,000,000 расстояния от экватора Земли до северного полюса на меридиане Парижа. Современное определение установлено XVII ГКМВ в 1983 г. |
| Килограмм | кг kg       | Масса                         | Величина килограмма устанавливается фиксацией численного значения постоянной Планка h равным в точности 6,626 070 15 × 10−34, когда она выражена в Дж⋅с.                                                                                                  | Масса одного кубического дециметра (литра) чистой воды при температуре 4 °C и стандартном атмосферном давлении на уровне моря. В течение более чем двухсот лет эталоном килограмма служили материальные образцы — Архивный килограмм, затем Международный прототип килограмма. |
| Ампер     | А A         | Сила электрического тока      | Величина ампера устанавливается фиксацией численного значения элементарного заряда e равным 1,602 176 634 × 10−19, когда он выражен в кулонах. | Предыдущее определение, восходящее к изначальному: ампер есть сила не изменяющегося тока, который при прохождении по двум параллельным прямолинейным проводникам бесконечной длины и ничтожно малой площади кругового поперечного сечения, расположенным в вакууме на расстоянии 1 м один от другого, вызвал бы на каждом участке проводника длиной 1 м силу взаимодействия, равную 2⋅10−7 ньютонов. |
| Кельвин   | К K         | Термодинамическая температура | Величина кельвина устанавливается фиксацией численного значения постоянной Больцмана k равным в точности 1,380 649 × 10−23, когда она выражена в Дж/К. | В 1967—2019 годах определялся как 1/273,16 части термодинамической температуры тройной точки воды. Шкала Кельвина использует тот же шаг, что и шкала Цельсия (исторически — 1⁄100 разности температур кипения и замерзания воды при атмосферном давлении), но 0 кельвинов — это температура абсолютного нуля, а не температура плавления льда. Согласно современному определению ноль шкалы Цельсия установлен таким образом, что температура тройной точки воды равна 0,01 °C. В итоге шкалы Цельсия и Кельвина сдвинуты на 273,15: T [°C] = T [K] − 273,15. |
| Моль      | моль mol    | Количество вещества           | Один моль содержит ровно 6,022 140 76 × 1023 элементов. Это число — фиксированное значение постоянной Авогадро NA, выраженной в единицах моль−1, и называется числом Авогадро.                                                                            | Атомный вес или молекулярный вес, деленный на постоянную молярной массы, 1 г/моль. В 1971—2019 годах определялся как количество вещества системы, содержащей столько же структурных элементов, сколько содержится атомов в углероде-12 массой 12 г. |
| Кандела   | кд cd       | Сила света                    | Величина канделы устанавливается фиксацией численного значения световой эффективности монохроматического излучения частотой 540·1012 Гц равным в точности 683, когда она выражена единицей СИ м−2·кг−1·с3·кд·ср или кд·ср·Вт−1, что эквивалентно лм·Вт−1. | Сила света (англ. Candlepower, устар. Британская единица силы света), испускаемая горящей свечой. Современное определение установлено XVI ГКМВ в 1979 г. |

Наименования и обозначения основных единиц, так же как и всех других единиц СИ, пишутся маленькими буквами (например, метр и его обозначение м). У этого правила есть исключение: обозначения единиц, названных фамилиями учёных, пишутся с заглавной буквы (например, ампер обозначается символом А).

## Основные и производные единицы
Остальные единицы СИ являются производными и образуются из основных с помощью уравнений, связывающих друг с другом физические величины используемой в СИ Международной системы величин.
Основная единица может использоваться и для производной величины той же размерности. Например, количество осадков определяется как частное от деления объёма на площадь и в СИ выражается в метрах. В этом случае метр используется в качестве когерентной производной единицы.
Определение СИ через фиксацию констант, вообще говоря, не требует различать основные и производные единицы. Тем не менее это разделение сохраняется по историческим причинам и для удобства.

## Совершенствование системы единиц
С момента принятия Метрической конвенции в 1875 году определения основных единиц измерения несколько раз изменялись. С переопределения метра (1960 год) килограмм остался последней единицей, которая определяется не как свойство природы, а как физический артефакт. Тем не менее, поскольку моль, ампер и кандела были привязаны к килограмму, то и они оказывались привязанными к изготовленному людьми эталону килограмма. Длительное время метрология искала пути для определения килограмма на основе фундаментальных физических констант, так же, как метр определяется через скорость света.
В начале XXI века Международное бюро мер и весов готовило новые определения основных единиц СИ, не привязанные к материальным артефактам (эталонам). Эта работа была окончательно завершена к 2018 году, когда на XXVI Генеральной конференции по мерам и весам были приняты новые определения СИ и её основных единиц. Изменения вступили в силу в 2019 году.
Содержательно изменились определения четырёх основных единиц СИ: килограмма, ампера, кельвина и моля. Новые определения этих единиц основаны на фиксированных численных значениях следующих фундаментальных физических постоянных: постоянной Планка, элементарного электрического заряда, постоянной Больцмана и числа Авогадро, соответственно. Всем этим величинам приписаны точные значения, основанные на результатах наиболее точных измерений, рекомендованных Комитетом по данным для науки и техники (CODATA).
Формально новые определения отменили все предыдущие, однако новые определения метра, секунды и канделы равносильны старым и изменены лишь для поддержания единства стиля. Определения метра и секунды уже были связаны с точными значениями таких постоянных, как скорость света и величина расщепления основного состояния атома цезия. Определение канделы хотя и не привязано к какой-либо фундаментальной постоянной, тем не менее, также может рассматриваться как связанное с точным значением инварианта природы.

### Новый облик СИ
Согласно вступившему в силу в 2019 году определению, СИ — это система единиц, в которой:
- частота сверхтонкого расщепления основного состояния атома цезия-133 в точности равна 9 192 631 770 Гц;
- скорость света в вакууме c в точности равна 299 792 458 м/с;
- постоянная Планка ℎ в точности равна 6,626 070 15⋅10−34 Дж·с;
- элементарный электрический заряд e в точности равен 1,602 176 634⋅10−19 Кл;
- постоянная Больцмана k в точности равна 1,380 649⋅10−23 Дж/К;
- число Авогадро NA в точности равно 6,022 140 76⋅1023 моль−1;
- световая эффективность Kcd монохроматического излучения частотой 540⋅1012 Гц в точности равна 683 лм/Вт.

## Комментарии
1. ↑  Т. е. секунда — это время, равное 9 192 631 770 периодам излучения, соответствующего переходу между двумя сверхтонкими уровнями основного состояния атома цезия-133.
2. ↑  Т. е. метр — это длина пути, проходимого светом в вакууме за интервал времени 1 / 299 792 458 секунды.
3. ↑  В 2005 г. Международный комитет мер и весов установил требования к изотопному составу воды при реализации температуры тройной точки воды: 0,00015576 моля 2H на один моль 1Н, 0,0003799 моля 17О на один моль 16О и 0,0020052 моля 18О на один моль 16О[5]
4. ↑  При применении моля структурные элементы должны быть специфицированы (оговорены) и могут быть атомами, молекулами, ионами, электронами и другими частицами или специфицированными группами частиц.
5. ↑  Когерентные производные единицы — производные единицы, которые образуются по уравнениям, не содержащим коэффициент пропорциональности. Благодаря отсутствию коэффициента при расчётах, если выражать значения всех величин в единицах СИ, в формулы не требуется вводить коэффициенты, зависящие от выбора единиц. Системы единиц, в которых производные единицы образуются именно по такому принципу, называются когерентными[7].